# Reinert
Reinert este o companie producătoare de mezeluri din Germania.
H&E Reinert are în componență 5 fabrici în Germania, realizând un rulaj anual de peste 300 milioane euro.

## Reinert în România
Compania este prezentă și în România și a deschis în primăvara anului 2007 o fabrică de mezeluri, cu o capacitate de producție de 10.000 de tone pe an, în comuna Feldioara, din județul Brașov, investiția ridicându-se la peste 15 milioane de euro.
Cifra de afaceri în 2007: 3 milioane euro